# 1985

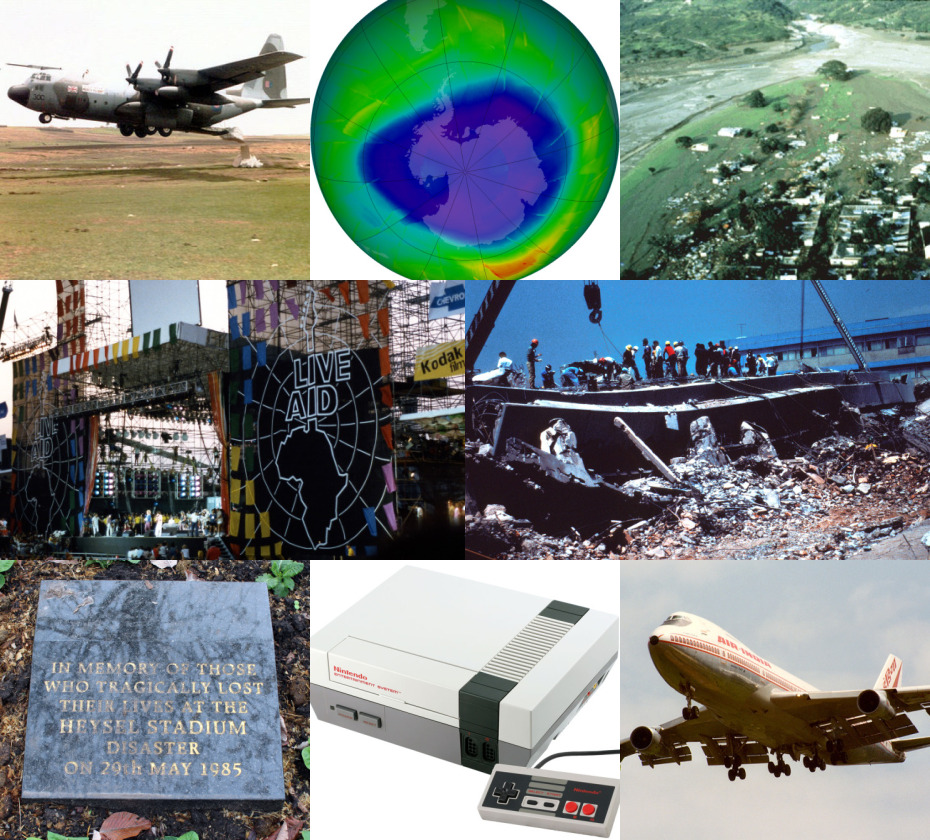
Theo chiều kim đồng hồ, từ bên trái: C-130 của Không quân Hoàng gia Anh thả lương thực trong nạn đói tại Ethiopia năm 1983–1985; sự suy giảm lên đến 70 phần trăm ở tầng ozone quan sát được trong mùa xuân tại bán cầu Nam tại Nam Cực và lần đầu ghi nhận năm 1985; thảm hoạ Armero giết chết 23,000 người; một trận động đất tại Thành phố Mexico giết chết 45,000 người; Chuyến bay 182 của Air India được nhìn thấy hai tuần trước vụ ném bom;
Nintendo Entertainment System được ra mắt tại cửa hàng Hoa Kỳ nhằm cứu giúp ngành công nghiệp giải trí Bắc Mỹ; một cột tưởng niệm các nạn nhân của thảm họa Heysel; chương trình hoà nhạc Live Aid được tổ chức để đóng góp viện trợ khắc phục cho nạn đói tại Ethiopia trong thời điểm Mengistu Haile Mariam lãnh đạo đất nước.

1985 (MCMLXXXV) là một năm thường bắt đầu vào Thứ ba của lịch Gregory, năm thứ 1985 của Công nguyên hay của Anno Domini, the năm thứ 985  của thiên niên kỷ 2, năm thứ 85  của thế kỷ 20, và năm thứ  6   của thập niên 1980. 

## Sự kiện

### Tháng 1
- 1 tháng 1: Kurt Furgler trở thành tổng thống Thụy Sĩ

### Tháng 3
- 11 tháng 3: Mikhail Gorbachev trở thành tổng bí thư Đảng Cộng sản Liên Xô
- 15 tháng 3: Tái thiết lập nền dân chủ trong Brasil; José Sarney trở thành tổng thống

### Tháng 6
- 11 tháng 6: Trao đổi điệp viên lớn nhất tại Berlin. 25 điệp viên phương Tây và 4 điệp viên phía Đông được trao trả tại Cầu Glienicke
- 23 tháng 6: Một chiếc Boeing 747 của Air India rơi xuống Đại Tây Dương sau khi nổ bom. 329 nạn nhân tử vong

### Tháng 7
- 10 tháng 7: Chiếc tàu Rainbow Warrior của Greenpeace bị điệp viên Pháp đánh chìm trong cảng của Auckland

### Tháng 8
- 2 tháng 8: Fort Worth, Dallas, Texas, Hoa Kỳ. Một chiếc Lockheed L-1011 TriStar của Delta Air Lines rơi trong một cơn bão. 134 người đã chết, 30 được cứu
- 6 tháng 8: Bolivia. Víctor Paz Estenssoro trở thành tổng thống thứ 4
- 12 tháng 8: Một chiếc Boeing 747 của Japan Airlines rơi gần Otsuki, Nhật Bản. Chỉ có bốn người trong số 524 người trên máy bay sống sót.

### Tháng 9
- 2 tháng 9: Việt Nam tổ chức duyệt binh nhân dịp 40 năm ngày cách mạng tháng 8
- 13 tháng 9: Nintendo phát hành trò chơi điện tử platform Super Mario Bros.

- 19 tháng 9: Động đất tại Michoacán, México, khoảng 15.000 người chết

### Tháng 11
- 6 tháng 11: Aníbal Cavaco Silva trở thành thủ tướng Bồ Đào Nha.
- 13 tháng 11: Núi lửa Nevado del Ruiz, Colombia hoạt động. 31.000 người chết
- 20 tháng 11: Microsoft phát hành Windows 1.0

### Tháng 12
- 31 tháng 12: Vương quốc Anh và Bắc Ireland li khai khỏi UNESCO

## Sinh

### Tháng 1
- 7 tháng 1: Lewis Hamilton tay đua công thức 1 người Anh
- 8 tháng 1: Elisabeth Pähtz, kì thủ
- 11 tháng 1: Mark Yeates, cầu thủ bóng đá Ireland
- 14 tháng 1: Mai Phương, diễn viên người Việt Nam (m. 2020)
- 19 tháng 1: Daniyel Cimen, cầu thủ bóng đá
- 22 tháng 1: Thomas Bröker, cầu thủ bóng đá Đức
- 25 tháng 1: Paul Thomik, cầu thủ bóng đá Đức
- 28 tháng 1: 
  - Basharmal Sultani, võ sĩ quyền Anh
  - Phạm Trưởng, ca sĩ kiêm nhạc sĩ người Việt Nam, thành viên cựu nhóm nhạc Vboys

### Tháng 2
- 2 tháng 2: Massoud Azizi, vận động viên điền kinh
- 5 tháng 2: Cristiano Ronaldo, cầu thủ bóng đá người Bồ Đào Nha
- 7 tháng 2: Tina Majorino, nữ diễn viên Mỹ
- 8 tháng 2: Phùng Ngọc Huy, ca sĩ, diễn viên người Việt Nam
- 9 tháng 2:
  - David Gallagher, diễn viên người Mỹ
  - Nguyên Chấn Phong (Huỳnh Ngọc Quý), ca sĩ kiêm nhạc sĩ người Việt Nam
- 26 tháng 2: Sanya Richards, nữ vận động viên điền kinh người Mỹ

### Tháng 3
- 1 tháng 3: Andreas Ottl, cầu thủ bóng đá người Đức.
- 2 tháng 3: Reggie Bush, cầu thủ bóng đá người Mỹ.
- 12 tháng 3: Stromae, ca sĩ người Bỉ.
- 13 tháng 3: Kha Ly, ca sĩ và diễn viên người Việt Nam
- 26 tháng 3: Keira Knightley, nữ diễn viên người Anh.
- 30 tháng 3: Lê Thanh Hòa, nhà thiết kế thời trang/tạo mẫu người Việt Nam

### Tháng 4
- 2 tháng 4: Stéphane Lambiel, vận động viên trượt băng nghệ thuật Thụy Sĩ
- 5 tháng 4: Ngọc Hương, người dẫn chương trình của Việt Nam
- 19 tháng 4: Jan Zimmermann, cầu thủ bóng đá Đức.
- 30 tháng 4: Elena Fanchini, nữ vận động viên chạy ski Ý.

### Tháng 5
- 1 tháng 5: Philipp Fleischmann, diễn viên Áo, đạo diễn
- 2 tháng 5: Sarah Hughes, nữ vận động viên trượt băng nghệ thuật Mỹ
- 8 tháng 5: Hidekaz Himaruya, họa sĩ truyện tranh, tác giả series manga/anime Hetalia: Axis Powers
- 16 tháng 5: 
  - Anja Mittag, nữ cầu thủ bóng đá Đức
  - Ánh Minh, nữ ca sĩ, nhạc sĩ người Mỹ gốc Việt
- 19 tháng 5: Christopher Reinhard, cầu thủ bóng đá Đức
- 22 tháng 5: Tranquillo Barnetta, cầu thủ bóng đá Thụy Sĩ
- 23 tháng 5: Nicky Adler, cầu thủ bóng đá Đức
- 30 tháng 5: Josip Mihaljevic, cầu thủ bóng rổ Croatia

### Tháng 6
- 1 tháng 6: Tirunesh Dibaba, nữ vận động viên điền kinh
- 4 tháng 6: Anna-Lena Grönefeld, nữ vận động viên quần vợt Đức
- 4 tháng 6: Lukas Podolski, cầu thủ bóng đá Đức
- 9 tháng 6: Sebastian Telfair, cầu thủ bóng rổ Mỹ
- 11 tháng 6: Tim Hoogland, cầu thủ bóng đá Đức
- 21 tháng 6: Lana Del Rey, nữ ca sĩ người Mỹ
- 22 tháng 6: Martin Liebers, vận động viên trượt băng nghệ thuật Đức
- 27 tháng 6: Nico Rosberg, đua xe
- 22 tháng 6: Hari Won (Lưu Esther), nữ ca sĩ, diễn viên người Hàn Quốc/Việt Nam, vợ của diễn viên, ca sĩ, người dẫn chương trình Trấn Thành
- 30 tháng 6: Michael Phelps, vận động viên bơi lội Mỹ

### Tháng 7
- 1 tháng 7: Michael Delura, cầu thủ bóng đá Đức
- 2 tháng 7: Ashley Tisdale, nữ diễn viên, người mẫu Mỹ
- 3 tháng 7: Jennifer Phạm (Phạm Vũ Phượng Hoàng), Hoa hậu châu Á tại Mỹ 2006
- 4 tháng 7: Nguyễn Thị Huyền, Hoa hậu Việt Nam 2004
- 7 tháng 7: Marc Stein, cầu thủ bóng đá Đức
- 9 tháng 7: Paweł Korzeniowski, vận động viên bơi lội Ba Lan
- 10 tháng 7: Mario Gomez, cầu thủ bóng đá
- 12 tháng 7: Timo Röttger, cầu thủ bóng đá Đức
- 17 tháng 7: Francis Banecki, cầu thủ bóng đá Đức
- 25 tháng 7: Akira Phan (Phan Võ Thanh Hùng), ca sĩ người Việt Nam
- 26 tháng 7: Chu Bin (Chu Đăng Thanh), vận động viên Taekwondo, ca sĩ người Việt Nam
- 28 tháng 7: Christian Süß, vận động viên bóng bàn Đức

### Tháng 8
- 8 tháng 8: Khưu Huy Vũ, ca sĩ người Việt Nam
- 11 tháng 8: Minh Luân, diễn viên người Việt Nam
- 15 tháng 8: Nhật Kim Anh, nữ ca sĩ, diễn viên người Việt Nam
- 17 tháng 8: Ngọc Lan, diễn viên người Việt Nam
- 20 tháng 8: Stephen Ward, cầu thủ bóng đá Ailen
- 28 tháng 8: Lê Phương, diễn viên người Việt Nam
- 30 tháng 8: 
  - Leisel Jones, nữ vận động viên bơi lội Úc
  - Tianna Madison, nữ vận động viên điền kinh Mỹ

### Tháng 9
- 4 tháng 9: Raúl Albiol, cầu thủ bóng đá người Tây Ban Nha
- 7 tháng 9: Marcio Rafael Ferreira de Souza, cầu thủ bóng đá người Brasil
- 9 tháng 9: Luka Modric, cầu thủ bóng đá người Croatia
- 11 tháng 9:
  - Shaun Livingston, cầu thủ bóng rổ người Mỹ
  - Mạnh Trường, diễn viên người Việt Nam
- 14 tháng 9: Felix Hell, nghệ sĩ đàn ống
- 16 tháng 9: 
  - Madeline Zima, nữ diễn viên Mỹ
  - Nam Cường, ca sĩ và diễn viên người Việt Nam
- 17 tháng 9: Tomáš Berdych, vận động viên quần vợt người Séc
- 22 tháng 9:
  - Jens Byggmark, vận động viên chạy ski người Thụy Điển
  - Cao Thái Sơn, ca sĩ người Việt Nam
- 25 tháng 9: Marvin Matip, cầu thủ bóng đá Đức
- 28 tháng 9: Vy Oanh (Nguyễn Thị Mỹ Oanh), nữ ca sĩ, diễn viên người Việt Nam
- 30 tháng 9: Huyền Ny, người dẫn chương trình, người mẫu, dược sĩ người Việt Nam

### Tháng 10
- 4 tháng 10: 
  - Daniel la Rosa, tay đua người Đức
  - Shontelle (Shontelle Delia Layne), nữ ca sĩ, nhạc sĩ người Barbados
- 7 tháng 10: Ngân Khánh, nữ diễn viên, ca sĩ Việt Nam
- 9 tháng 10: Lukas Sinkiewicz, cầu thủ bóng đá Đức
- 10 tháng 10: Silvie Ketelaars, nữ vận động viên bơi lội
- 11 tháng 10: Michelle Trachtenberg, nữ diễn viên Mỹ
- 12 tháng 10: Lê Phạm Anh Thơ, dẫn chương trình của Đài Phát thanh - Truyền hình Vĩnh Long
- 24 tháng 10: Wayne Rooney, cầu thủ bóng đá Anh
- 25 tháng 10: Arkadij Naiditsch, kì thủ Đức
- 31 tháng 10: Sascha Rabe, vận động viên trượt băng nghệ thuật Đức
- 31 tháng 10: Kerron Clement, vận động viên điền kinh Mỹ

### Tháng 11
- 3 tháng 11: Philipp Tschauner, cầu thủ bóng đá
- 4 tháng 11: Vanessa Struhler, nữ ca sĩ Đức
- 12 tháng 11: Lâm Chấn Khang (Bùi Thái Châu), ca sĩ, nhạc sĩ người Việt Nam, chồng của nữ ca sĩ, diễn viên Kim Jun See
- 14 tháng 11: Veroljub Salatic, cầu thủ bóng đá
- 18 tháng 11: Allyson Felix, nữ vận động viên điền kinh Mỹ
- 21 tháng 11: Carly Rae Jepsen, nữ ca sĩ, nhạc sĩ, diễn viên người Canada
- 25 tháng 11: Thủy Tiên, nữ ca sĩ, nhạc sĩ, diễn viên, người mẫu, nhà từ thiện người Việt Nam, vợ của cầu thủ bóng đá Lê Công Vinh
- 27 tháng 11: Alison Pill, nữ diễn viên Canda
- 27 tháng 11: Dominik Stroh-Engel, cầu thủ bóng đá Đức

### Tháng 12
- 3 tháng 12: László Cseh, vận động viên bơi lội Hungary
- 3 tháng 12: Amanda Seyfried, nữ diễn viên Mỹ
- 5 tháng 12: Frankie Muniz, diễn viên Mỹ
- 7 tháng 12: Dean Ambrose, vận động viên đô vật
- 8 tháng 12: Dwight Howard, cầu thủ bóng rổ Mỹ
- 10 tháng 12: Lê Công Vinh, cầu thủ bóng đá người Việt Nam, chồng của nữ ca sĩ Thủy Tiên
- 29 tháng 12: Thanh Vân Hugo (Nguyễn Thanh Vân), diễn viên, dẫn chương trình người Việt Nam

### Không rõ ngày, tháng
- Hồ Thu Phương, nữ ca sĩ, diễn viên người Việt Nam
- Kyo York, ca sĩ người Mỹ
- Phạm Anh Khoa, ca sĩ người Việt Nam
- Lee Hee-chul, nhân vật truyền hình người Hàn Quốc (m. 2025)[1]

## Mất

### Tháng 1
- 1 tháng 1: Hermann Reutter, nhà soạn nhạc Đức, nhạc sĩ (sinh 1900)
- 10 tháng 1: Anton Karas, nhà soạn nhạc Áo, nhạc sĩ (sinh 1906)
- 19 tháng 1: Eric Voegelin, nhà chính trị học, triết gia (sinh 1901)
- 22 tháng 1: Yusuf Lule, chính trị gia (sinh 1912)

### Tháng 2
- 6 tháng 2: Hans Domnick, nhà sản xuất phim Đức, đạo diễn (sinh 1909)
- 6 tháng 2: Eduard Wahl, chính trị gia Đức (sinh 1903)
- 8 tháng 2: Ernst Brüche, nhà vật lý học Đức (sinh 1900)
- 10 tháng 2: Werner Hinz, diễn viên Đức (sinh 1903)
- 11 tháng 2: Henry Hathaway, đạo diễn phim Mỹ (sinh 1898)
- 11 tháng 2: Jochen Müller, cầu thủ bóng đá Đức (sinh 1925)
- 20 tháng 2: Isaac Kashdan, kiện tướng cờ vua Mỹ, tác giả (sinh 1905)
- 22 tháng 2: Emilie Kiep-Altenloh, nữ chính trị gia Đức (sinh 1888)
- 22 tháng 2: Efrem Zimbalist, nhà soạn nhạc Mỹ, người điều khiển dàn nhạc (sinh 1889)
- 26 tháng 2: Gerd Böttcher, ca sĩ Đức, diễn viên (sinh 1936)
- 26 tháng 2: Tjalling Koopmans, nhà kinh tế học Mỹ (sinh 1910)
- 27 tháng 2: Henry Cabot Lodge Jr., chính trị gia Mỹ, nhà ngoại giao (sinh 1902)
- 28 tháng 2: David Byron, nhạc sĩ Anh (sinh 1947)

### Tháng 3
- 5 tháng 3: Oskar Ritter, cầu thủ bóng đá đội tuyển quốc gia Đức (sinh 1901)
- 6 tháng 3: Hans Brunke, cầu thủ bóng đá đội tuyển quốc gia Đức (sinh 1904)
- 14 tháng 3: Josef Spies, chính trị gia Đức (sinh 1906)
- 15 tháng 3: Emmy Meyer-Laule, nữ chính trị gia Đức (sinh 1899)
- 16 tháng 3: Roger Sessions, nhà soạn nhạc Mỹ (sinh 1896)
- 21 tháng 3: Michael Redgrave, diễn viên Anh (sinh 1908)
- 23 tháng 3: Zoot Sims, nhạc sĩ nhạc jazz Mỹ (sinh 1925
- 24 tháng 3: George London, ca sĩ opera (sinh 1920)
- 26 tháng 3: Anders Cleve, nhà văn Phần Lan (sinh 1937)
- 28 tháng 3: Marc Chagall, họa sĩ (sinh 1887)
- 28 tháng 3: Hannelore Schlaf, nữ vận động viên bóng bàn Đức (sinh 1930)
- 29 tháng 3: Gerhard Stöck, vận động viên điền kinh Đức, huy chương Thế Vận Hội (sinh 1910)

### Tháng 4
- 1 tháng 4: Herman Roelstraete, nhà soạn nhạc Bỉ, người điều khiển dàn nhạc (sinh 1925)
- 6 tháng 4: Mark Lothar, nhà soạn nhạc Đức (sinh 1902)
- 20 tháng 4: Rudolf Gnägi, chính trị gia Thụy Sĩ (sinh 1917)
- 21 tháng 4: Tancredo Neves, chính trị gia Brasil (sinh 1910)
- 22 tháng 4: Alfred C. Gimson, nhà ngôn ngữ học Anh (sinh 1917)
- 23 tháng 4: Sam Ervin, chính trị gia Mỹ (sinh 1896)
- 29 tháng 4: Karen Fredersdorf, nữ diễn viên Đức (sinh 1892)

### Tháng 5
- 8 tháng 5: Ulrich Dübber, nhà báo, chính trị gia (sinh 1929)
- 8 tháng 5: Theodore Sturgeon, nhà văn thể loại khoa học giả tưởng (sinh 1918)
- 8 tháng 5: Edmond O'Brien, diễn viên Mỹ (sinh 1915)
- 11 tháng 5: Piet van Mever, nhà soạn nhạc Hà Lan (sinh 1899)
- 12 tháng 5: Jean Dubuffet, họa sĩ Pháp, nhà điêu khắc (sinh 1901)
- 19 tháng 5: Hilding Rosenberg, nhà soạn nhạc Thụy Điển (sinh 1892)
- 21 tháng 5: Karl Weber, chính trị gia Đức (sinh 1898)
- 26 tháng 5: Harold Hecht, nhà sản xuất phim Mỹ (sinh 1907)

### Tháng 6
- 2 tháng 6: Franz Korinek, chính trị gia Áo, bộ trưởng (sinh 1907)
- 5 tháng 6: Diarmaid Ó Súilleabháin, nhà văn (sinh 1932)
- 7 tháng 6: Georgia Hale, nữ diễn viên Mỹ (sinh 1900)
- 12 tháng 6: Dominique Laffin, nữ diễn viên Pháp (sinh 1952)
- 12 tháng 6: Helmuth Plessner, triết gia Đức, nhà xã hội học (sinh 1892)
- 15 tháng 6: Andy Stanfield, vận động viên điền kinh Mỹ, người đoạt huy chương Thế Vận Hội (sinh 1927)
- 16 tháng 6: Alois Mertes, chính trị gia Đức (sinh 1921)
- 17 tháng 6: Czesław Marek, nhà soạn nhạc Ba Lan (sinh 1891)
- 18 tháng 6: Xuân Thủy, Cố Bộ trưởng Bộ Ngoại giao Việt Nam (sinh 2 tháng 9 năm 1912)
- 21 tháng 6: Tage Erlander, thủ tướng Thụy Điển (sinh 1901)

### Tháng 7
- 2 tháng 7: Josef Mühlberger, nhà văn Đức, nhà báo (sinh 1903)
- 3 tháng 7: Dương Quân, nhà thơ trào phúng Việt Nam (sinh 1926)
- 8 tháng 7: Simon Smith Kuznets, nhà kinh tế học, nhận Giải Nobel  (sinh 1901)
- 13 tháng 7: Matthias Hoogen, chính trị gia Đức (sinh 1904)
- 16 tháng 7: Heinrich Böll, nhà văn Đức, Giải Nobel văn học (sinh 1917)
- 17 tháng 7: Susanne K. Langer, nữ triết gia Mỹ (sinh 1895)
- 17 tháng 7: Wynn Stewart, nhạc sĩ nhạc đồng quê Mỹ (sinh 1934)
- 25 tháng 7: Willie Perryman, nhạc sĩ blues Mỹ (sinh 1911)
- 26 tháng 7: Walter quan toà, diễn viên Đức (sinh 1905)

### Tháng 8
- 1 tháng 8: Alois Carigiet, nghệ nhân Thụy Sĩ, họa sĩ, nhà văn (sinh 1902)
- 6 tháng 8: Forbes Burnham, chính trị gia, tổng thống Guyana (sinh 1923)
- 8 tháng 8: Milton Greene, nhiếp ảnh gia Mỹ (sinh 1922)
- 8 tháng 8: Louise Brooks, nữ diễn viên Mỹ (sinh 1906)
- 11 tháng 8: Karel Berman, nhà soạn nhạc Séc, ca sĩ opera (sinh 1919)
- 11 tháng 8: Nicolaus Darboven, doanh nhân Đức (sinh 1902)
- 12 tháng 8: Jakob Adlhart, nhà điêu khắc (sinh 1898)
- 12 tháng 8: Manfred Winkelhock, tay đua Công thức 1 Đức (sinh 1951)
- 15 tháng 8: Hubert Ehrengut, bác sĩ Đức (sinh 1911)
- 22 tháng 8: Paul Peter Ewald, nhà vật lý học Đức (sinh 1888)
- 24 tháng 8: Paul Creston, nhạc sĩ Mỹ, nhà soạn nhạc (sinh 1906)
- 24 tháng 8: Morrie Ryskind, tác giả Mỹ (sinh 1895)
- 27 tháng 8: Ernst Aust, chính trị gia Đức (sinh 1923)
- 28 tháng 8: Ruth Gordon, nữ diễn viên Mỹ (sinh 1896)
- 28 tháng 8: Claus-Joachim von Heydebreck, chính trị gia Đức (sinh 1906)
- 30 tháng 8: Taylor Caldwell, nhà văn nữ Anh (sinh 1900)
- 31 tháng 8: Frank MacFarlane Burnet, nhà y học Úc (sinh 1899)

### Tháng 9
- 1 tháng 9: Stefan Bellof, đua ô tô (sinh 1957)
- 7 tháng 9: George Pólya, nhà toán học Mỹ (sinh 1887)
- 7 tháng 9: Rodney R. Porter, nhà hóa sinh Anh (sinh 1917)
- 9 tháng 9: Paul John Flory, nhà hóa học Mỹ, nhận Giải thưởng Nobel (sinh 1910)
- 11 tháng 9: William Alwyn, nhà soạn nhạc Anh (sinh 1905)
- 13 tháng 9: Werner Trillmich, nhà sử học Đức (sinh 1914)
- 15 tháng 9: Wolfgang Abendroth, nhà chính trị học Đức (sinh 1906)
- 19 tháng 9: John Caldwell Holt, tác giả Mỹ, nhà sư phạm (sinh 1923)
- 19 tháng 9: Italo Calvino, nhà văn Ý (sinh 1923)
- 24 tháng 9: Antonio Poma, tổng giám mục Bologna, Hồng y (sinh 1910)

### Tháng 10
- 2 tháng 10: Hugo Decker, chính trị gia Đức (sinh 1899)
- 2 tháng 10: Rock Hudson, diễn viên Mỹ (sinh 1925)
- 2 tháng 10: Alexander Möller, chính trị gia Đức (sinh 1903)
- 2 tháng 10: George Savalas, diễn viên Mỹ (sinh 1926)
- 5 tháng 10: Karl Menger, nhà toán học Áo (sinh 1902)
- 6 tháng 10: Nelson Riddle, nhà soạn nhạc Mỹ (sinh 1921)
- 7 tháng 10: Wolfgang Kieling, diễn viên Đức (sinh 1924)
- 7 tháng 10: Cemal Reşid Rey, nhà soạn nhạc Thổ Nhĩ Kỳ (sinh 1904)
- 9 tháng 10: Emílio Garrastazu Médici, tổng thống Brasil (sinh 1905)
- 10 tháng 10: Yul Brynner, diễn viên Mỹ, nam ca sĩ (sinh 1920)
- 10 tháng 10: Orson Welles, đạo diễn phim Mỹ, diễn viên, tác giả (sinh 1915)
- 11 tháng 10: Tex Williams, ca sĩ nhạc country Mỹ (sinh 1917)
- 15 tháng 10: Max Zaslofsky, cầu thủ bóng rổ Mỹ (sinh 1925)
- 17 tháng 10: Josef Garovi, nhà soạn nhạc Thụy Sĩ (sinh 1908)
- 18 tháng 10: Stefan Askenase, nghệ sĩ dương cầm (sinh 1896)
- 22 tháng 10: Thomas Townsend Brown, nhà vật lý học Mỹ (sinh 1905)
- 23 tháng 10: Bernhard Bauknecht, chính trị gia Đức (sinh 1900)
- 24 tháng 10: Maurice Roy, tổng giám mục Québec, Hồng y (sinh 1905)
- 27 tháng 10: Paul Edwin Roth, diễn viên Đức (sinh 1918)

### Tháng 11
- 2 tháng 11: Robert Biberti, nam ca sĩ (sinh 1902)
- 4 tháng 11: Ferdinand Kramer, kiến trúc sư Đức (sinh 1898)
- 6 tháng 11: Sanjeev Kumar, diễn viên Ấn Độ (sinh 1938)
- 8 tháng 11: Nicolas Frantz, tay đua xe đạp Luxembourg (sinh 1899)
- 11 tháng 11: James Hanley, nhà văn Ireland (sinh 1901)
- 15 tháng 11: Meret Oppenheim, nữ nghệ nhân, nữ nhà thơ trữ tình Thụy Sĩ (sinh 1913)
- 17 tháng 11: Lon Nol, tổng thống Campuchia (sinh 1913)
- 19 tháng 11: Uwe Dallmeier, diễn viên Đức (sinh 1923)
- 24 tháng 11: Maurice Podoloff, luật gia Mỹ (sinh 1890)
- 24 tháng 11: László József Bíró, nhà phát minh người Hungary (sinh 1899)
- 25 tháng 11: Elsa Morante, nhà văn nữ Ý (sinh 1918)

### Tháng 12
- 4 tháng 12: Frederick H. Boland, chính trị gia Ireland (sinh 1904)
- 6 tháng 12: Günter Steffens, nhà văn Đức (sinh 1922)
- 6 tháng 12: Burleigh Grimes, vận động viên thể thao Mỹ (sinh 1893)
- 7 tháng 12: Robert Graves, nhà văn Anh, thi sĩ (sinh 1895)
- 12 tháng 12: Fritz Wotruba, nhà điêu khắc Áo (sinh 1907)
- 12 tháng 12: Josef Hornauer, cầu thủ bóng đá Đức (sinh 1908)
- 14 tháng 12: Roger Maris, cầu thủ bóng chày Mỹ (sinh 1934)
- 15 tháng 12: Carlos P. Rómulo, chính trị gia
- 17 tháng 12: Otto Gotsche, chính trị gia Đức, nhà văn (sinh 1904)
- 23 tháng 12: Prince Bira, đua xe Thái Lan (sinh 1914)
- 25 tháng 12: Friedrich Becker, nhà thiên văn học Đức (sinh 1900)
- 25 tháng 12: Franz Marx, chính trị gia Đức (sinh 1903)
- 27 tháng 12: Harry Hopman, vận động viên quần vợt Úc (sinh 1906)
- 27 tháng 12: Ferhat Abbas, chính trị gia Algérie (sinh 1899)
- 28 tháng 12: Josef Lense, nhà toán học Áo (sinh 1890)

## Giải thưởng Nobel
- Hóa học - Herbert A. Hauptman, Jerome Karle
- Văn học - Claude Simon
- Hòa bình - Các nhà vật lý quốc tế chống chiến tranh hạt nhân (International Physicians for the Prevention of Nuclear War)
- Vật lý - Klaus von Klitzing
- Y học - Michael S. Brown, Joseph L. Goldstein
- Kinh tế - Franco Modigliani